# Microula leucantha
Microula leucantha är en strävbladig växtart som beskrevs av Wen Tsai Wang. Microula leucantha ingår i släktet Microula och familjen strävbladiga växter. Inga underarter finns listade i Catalogue of Life.